# The Heart of Justice
The Heart of Justice es un telefilme estadounidense de 1992 dirigido por Bruno Barreto y protagonizado por Eric Stoltz, Jennifer Connelly, Dermot Mulroney y Dennis Hopper. Representó una de las últimas actuaciones de Vincent Price, previo a su muerte en 1993.

## Sinopsis
David Leader investiga un asesinato aparentemente sin sentido y, en el transcurso del mismo, se ve arrastrado al laberinto de una familia adinerada de singularidad siniestra. La familia parece girar en torno a su propia hija, bella y misteriosa, Emma Burgess, y pronto Leader se encuentra también en su órbita.

## Reparto
- Eric Stoltz es David Leader
- Jennifer Connelly es Emma Burgess
- Dermot Mulroney es Elliot Burgess
- Dennis Hopper es Austin Blair
- Harris Yulin es Keneally
- Paul Teschke es Alex
- Vincent Price es Reggie Shaw
- William H. Macy es Booth
- Bradford Dillman es el señor Burgess
- Joanna Miles es la señora Burgess
- Katherine LaNasa es Hannah
- Keith Reddin es Simon